# 92586 Jaxonpowell
92586 Jaxonpowell este o planetă minoră (asteroid) din centura de asteroizi. A fost descoperită pe 9 august 2000 la Emerald Lane Observatory⁠(d) de Loren C. Ball⁠(d). 
Obiectul prezintă o orbită caracterizată de o semiaxă mare de 2,372614782702 UAi, o excentricitate de 0,1420332253111, o înclinație de 5,7568414839209 ° în raport cu ecliptica.